# 冥報記
《冥報記》，唐代唐臨撰，凡二卷。
唐朝永徽年間吏部尚书唐臨撰《冥報記》，此書系仿六朝謝敷等所作《觀世音應驗記》之作，內容都以勸善戒惡為目的“釋氏輔教書”。作者為崇敬教法，故以“實錄”為標榜，又取法六朝志怪小说，所載之冥報內容雖似荒誕不經，但其人物之背景仍具可信度，可視為紀實文學。作者唐臨自序說：“輒錄所聞，集為此記。仍具陳所受，及聞見由緣；言不飾文，事專揚榷。”
《冥報記》廣收“惡有惡報”的事例，尤其又以「殺生」最嚴重，如姜畧好畋獵，病亡前見數千無頭鳥繞床鳴叫：“還我頭來！”。又如周武帝好食雞蛋，一食數枚。死後被獄卒用鐵梁押之剖脅：“雞子全出，可十餘斛。”冥府“判官”一詞最早出現在該作品中。龍朔年間（661-663）又有郎餘令續撰《冥報拾遺》一書。總章元年（668年）道世編《法苑珠林》，收錄了該書大部分內容。該書久佚，清人杨守敬以日本三缘山寺本为基础，自《法苑珠林》、《太平广记》等辑得《冥报记》六卷，及《冥报记拾遗》四卷，然滥误甚多。岑仲勉指出楊輯本卷六收《僧义孚》条，記僧义孚贪污写经钱帛受报身死事，實為誤收。